# كوريكو (تشيلي)
كوريكو (بالإسبانية: Curicó)‏ هي بلدية تقع في تشيلي في Curicó Province.[بحاجة لمصدر] يقدر عدد سكانها بـ 136,954 نسمة ومساحتها 1,328.4 كم2 وترتفع عن سطح البحر 228 متر.

## المناخ
يظهر الجدول التالي التغييرات المناخية على مدار السنة لكوريكو:
| البيانات المناخية لـكوريكو                                                              | البيانات المناخية لـكوريكو | البيانات المناخية لـكوريكو | البيانات المناخية لـكوريكو | البيانات المناخية لـكوريكو | البيانات المناخية لـكوريكو | البيانات المناخية لـكوريكو | البيانات المناخية لـكوريكو | البيانات المناخية لـكوريكو | البيانات المناخية لـكوريكو | البيانات المناخية لـكوريكو | البيانات المناخية لـكوريكو | البيانات المناخية لـكوريكو | البيانات المناخية لـكوريكو |
| الشهر                                                                                   | يناير                      | فبراير                     | مارس                       | أبريل                      | مايو                       | يونيو                      | يوليو                      | أغسطس                      | سبتمبر                     | أكتوبر                     | نوفمبر                     | ديسمبر                     | المعدل السنوي              |
| --------------------------------------------------------------------------------------- | -------------------------- | -------------------------- | -------------------------- | -------------------------- | -------------------------- | -------------------------- | -------------------------- | -------------------------- | -------------------------- | -------------------------- | -------------------------- | -------------------------- | -------------------------- |
| الدرجة القصوى °م (°ف)                                                                   | 37.3 (99.1)                | 37.4 (99.3)                | 35.2 (95.4)                | 31.2 (88.2)                | 27.5 (81.5)                | 21.4 (70.5)                | 22.8 (73.0)                | 25.9 (78.6)                | 29.4 (84.9)                | 31.6 (88.9)                | 35.6 (96.1)                | 35.0 (95.0)                | 37.4 (99.3)                |
| متوسط درجة الحرارة الكبرى °م (°ف)                                                       | 29.8 (85.6)                | 29.1 (84.4)                | 26.1 (79.0)                | 20.7 (69.3)                | 15.4 (59.7)                | 12.5 (54.5)                | 12.2 (54.0)                | 14.5 (58.1)                | 17.5 (63.5)                | 21.0 (69.8)                | 24.9 (76.8)                | 28.0 (82.4)                | 21.0 (69.8)                |
| المتوسط اليومي °م (°ف)                                                                  | 21.0 (69.8)                | 20.3 (68.5)                | 18.0 (64.4)                | 13.8 (56.8)                | 10.4 (50.7)                | 8.6 (47.5)                 | 7.9 (46.2)                 | 9.4 (48.9)                 | 11.5 (52.7)                | 14.3 (57.7)                | 17.1 (62.8)                | 19.7 (67.5)                | 14.3 (57.7)                |
| متوسط درجة الحرارة الصغرى °م (°ف)                                                       | 13.3 (55.9)                | 12.8 (55.0)                | 11.4 (52.5)                | 8.6 (47.5)                 | 6.3 (43.3)                 | 4.8 (40.6)                 | 3.7 (38.7)                 | 4.7 (40.5)                 | 6.3 (43.3)                 | 8.2 (46.8)                 | 10.2 (50.4)                | 12.3 (54.1)                | 8.5 (47.3)                 |
| أدنى درجة حرارة °م (°ف)                                                                 | 3.2 (37.8)                 | 2.2 (36.0)                 | −2.0 (28.4)                | −6.0 (21.2)                | −5.0 (23.0)                | −6.1 (21.0)                | −6.8 (19.8)                | −6.6 (20.1)                | −3.2 (26.2)                | −4.2 (24.4)                | −1.2 (29.8)                | 0.9 (33.6)                 | −6.8 (19.8)                |
| الهطول مم (إنش)                                                                         | 2.6 (0.10)                 | 3.4 (0.13)                 | 12.8 (0.50)                | 31.3 (1.23)                | 118.0 (4.65)               | 163.7 (6.44)               | 129.8 (5.11)               | 99.0 (3.90)                | 55.5 (2.19)                | 26.0 (1.02)                | 11.2 (0.44)                | 4.8 (0.19)                 | 658.1 (25.91)              |
| متوسط أيام هطول الأمطار                                                                 | 0.6                        | 0.5                        | 1.4                        | 4.2                        | 9.4                        | 11.9                       | 10.5                       | 8.3                        | 6.4                        | 4.6                        | 2.1                        | 1.1                        | 61.0                       |
| متوسط الرطوبة النسبية (%)                                                               | 51                         | 54                         | 60                         | 71                         | 81                         | 86                         | 84                         | 79                         | 73                         | 66                         | 58                         | 53                         | 68                         |
| ساعات سطوع الشمس الشهرية                                                                | 362.7                      | 307.9                      | 254.2                      | 168.0                      | 114.7                      | 75.0                       | 102.3                      | 136.4                      | 162.0                      | 226.3                      | 300.0                      | 341.0                      | 2٬550٫5                    |
| ساعات سطوع الشمس اليومية                                                                | 11.7                       | 10.9                       | 8.2                        | 5.6                        | 3.7                        | 2.5                        | 3.3                        | 4.4                        | 5.4                        | 7.3                        | 10.0                       | 11.0                       | 7.0                        |
| المصدر #1: Dirección Meteorológica de Chile (precipitation days and humidity 1970–2000) |                            |                            |                            |                            |                            |                            |                            |                            |                            |                            |                            |                            |                            |
| المصدر #2: Universidad de Chile (sunshine hours only)                                   |                            |                            |                            |                            |                            |                            |                            |                            |                            |                            |                            |                            |                            |

## معرض صور

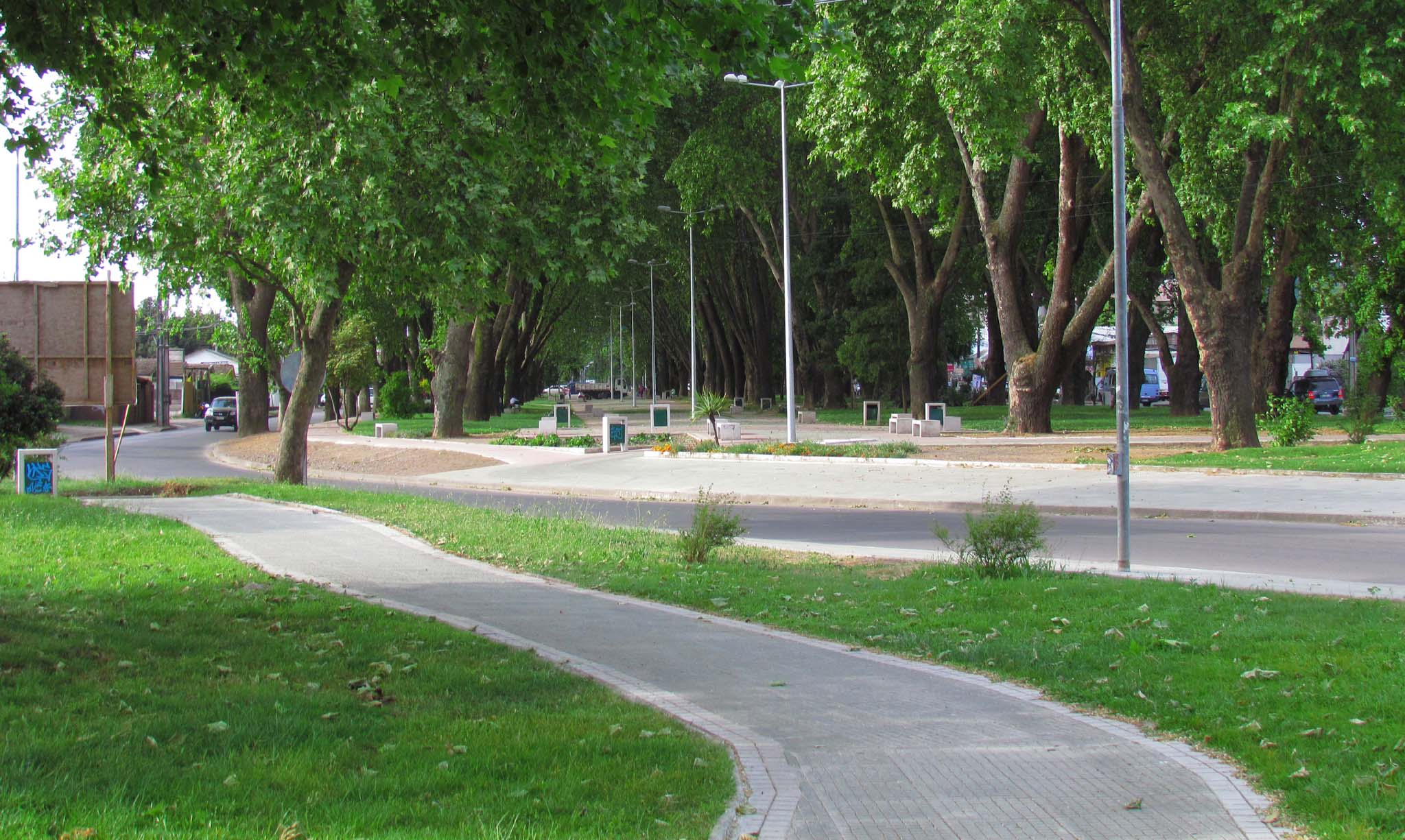
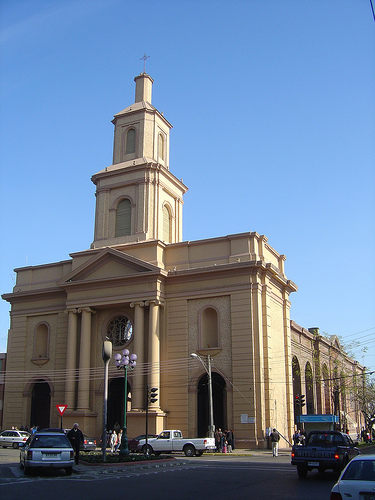
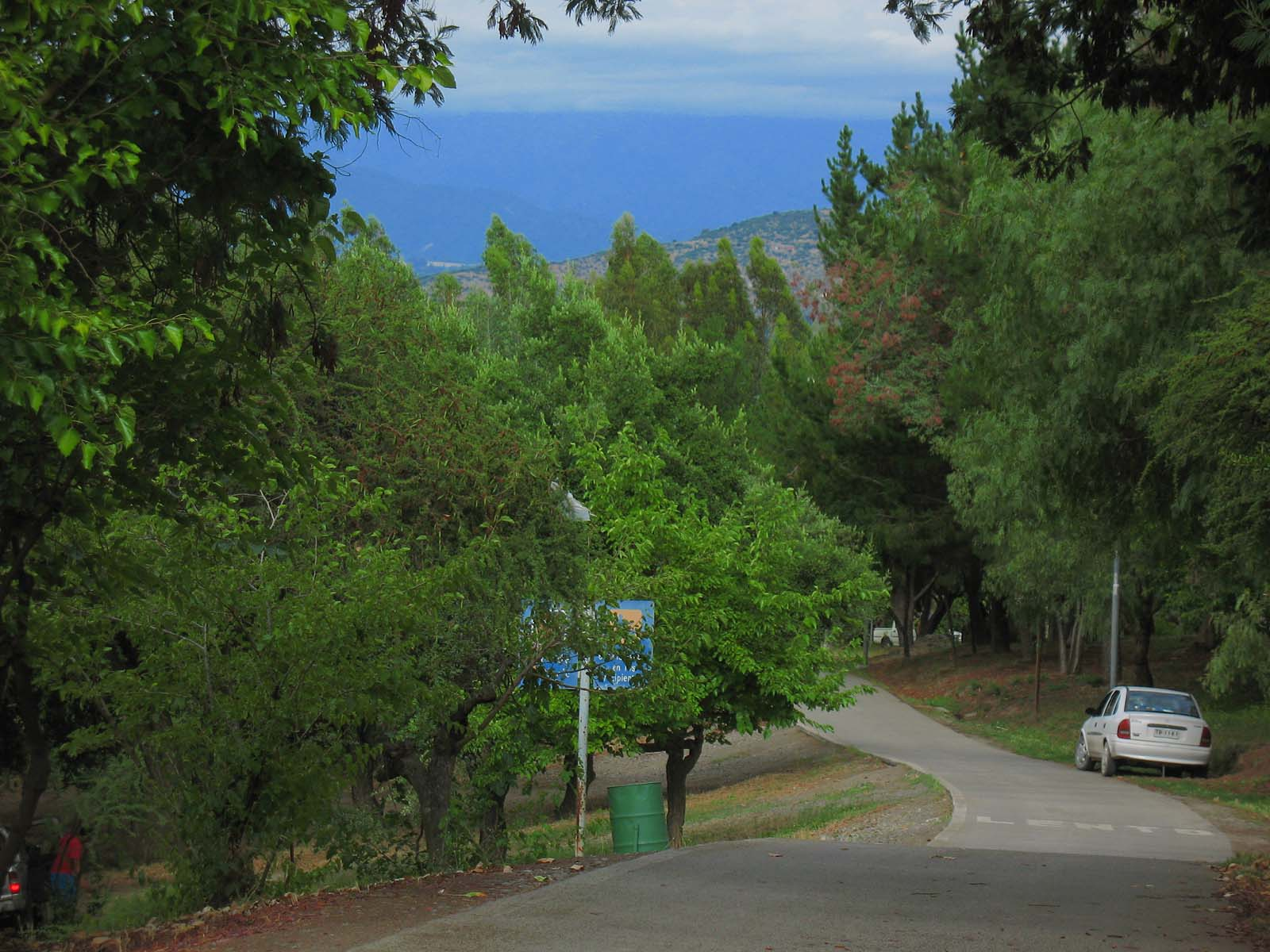
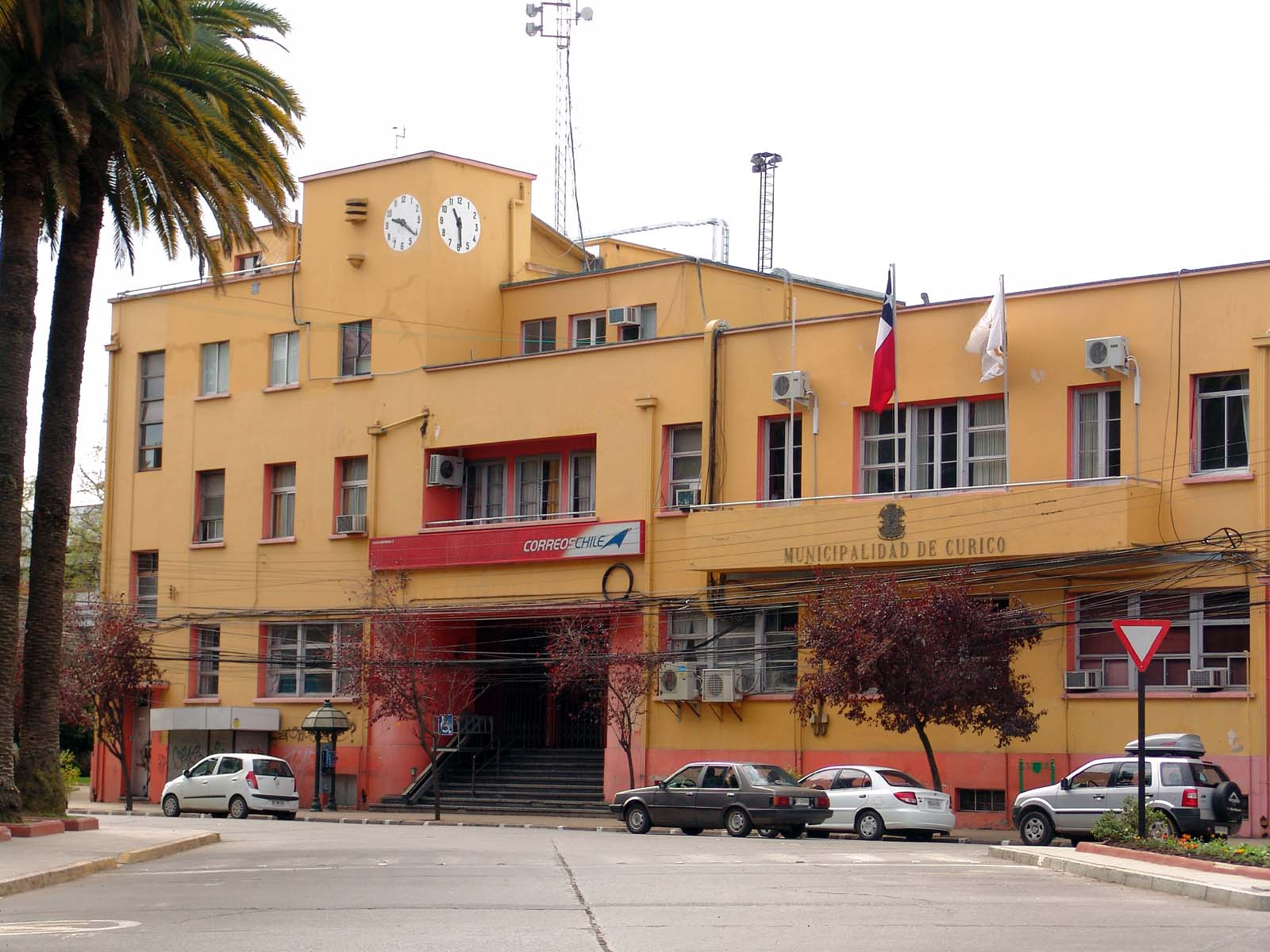
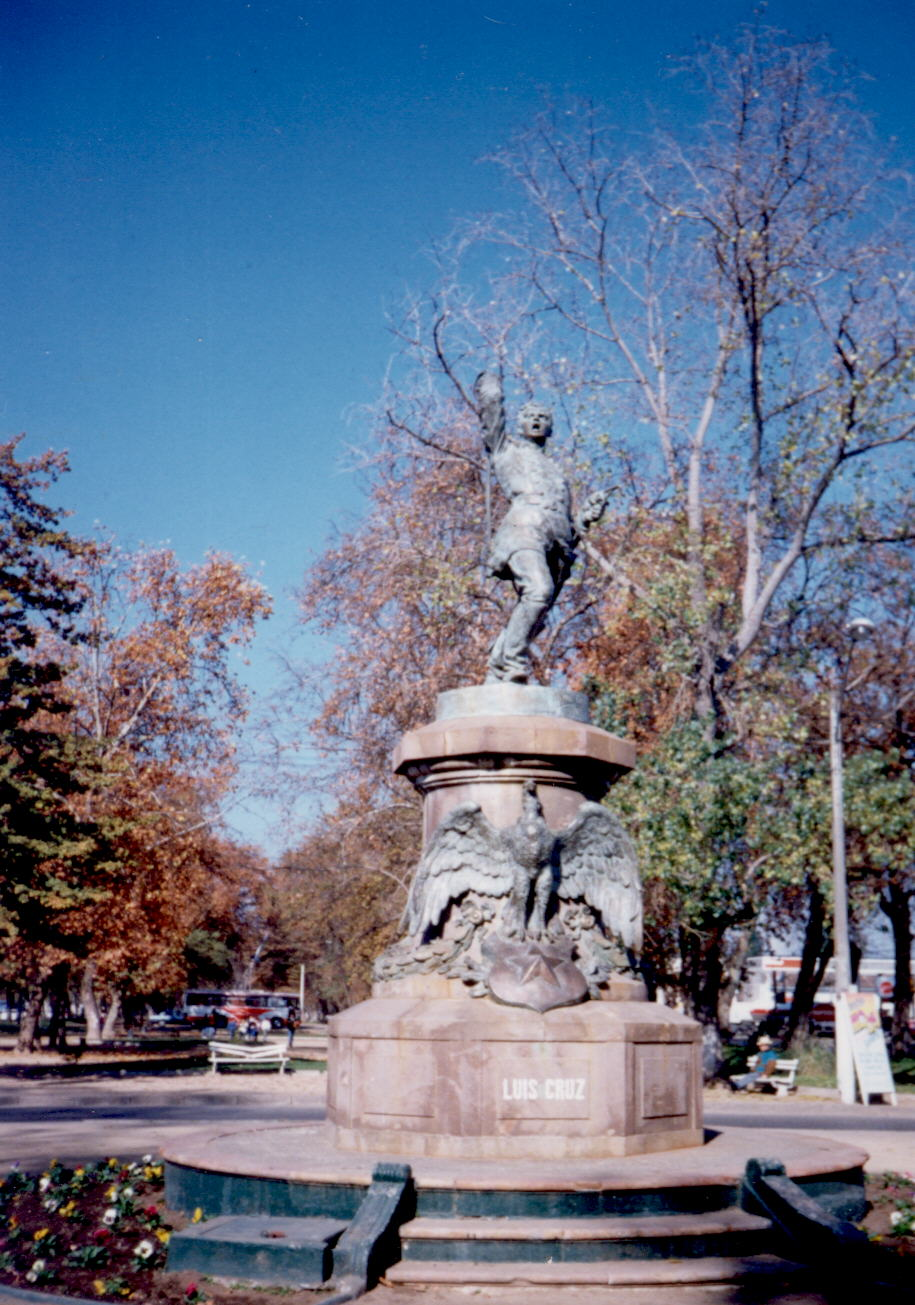
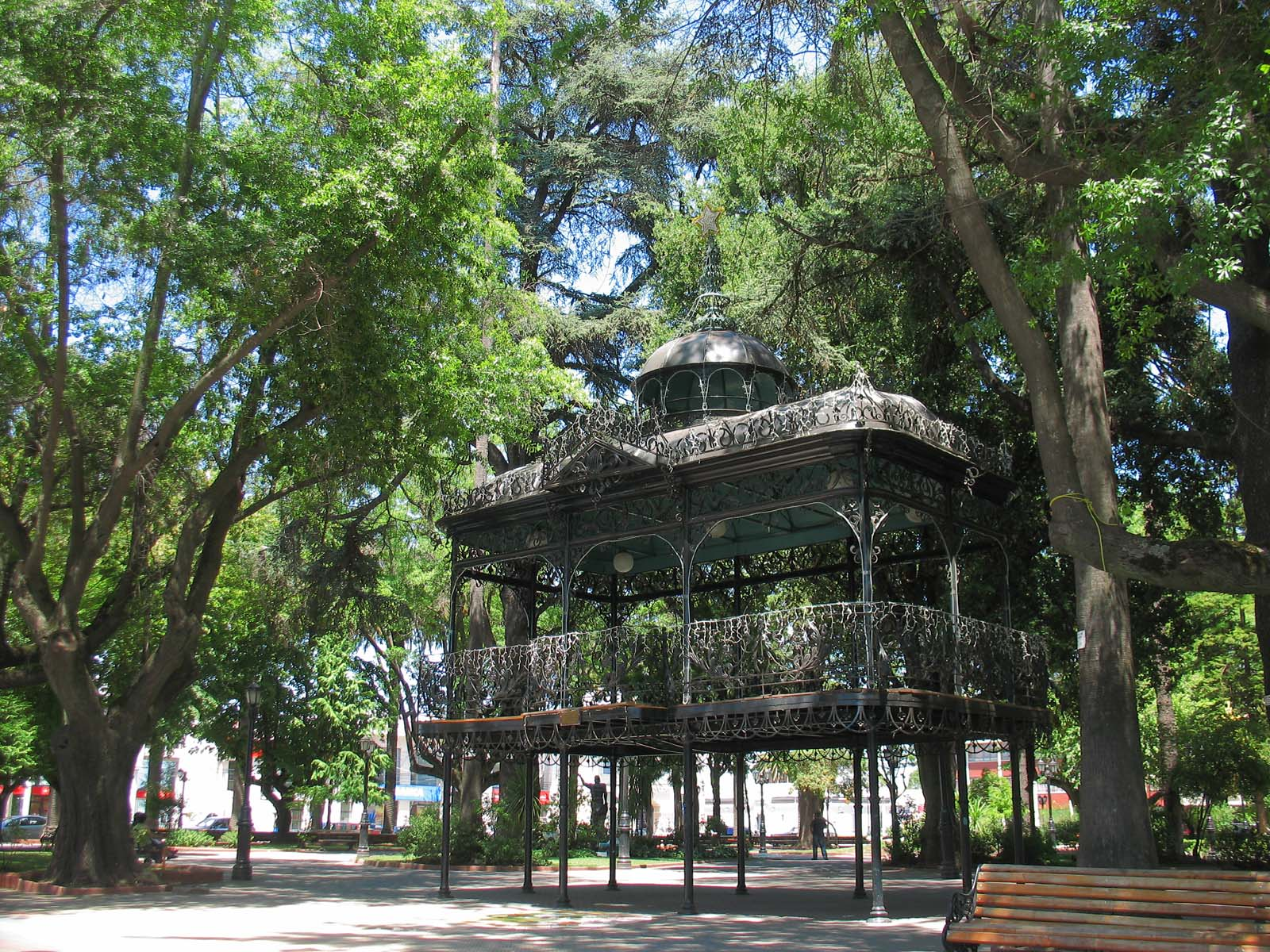

## أعلام
- لويس هيرنان ألفاريز
- راؤول مونيوث
- إيغناسيو كاروكا
- باتريسيو أيلوين
- مانويل ميكيل رودريغيز
- إدواردو لوبوس
- كلاوديو مالدونادو